# Mittelweißenbach
Mittelweißenbach je část města Selb v Německu. Nachází se v Horních Francích v okrese Wunsiedel im Fichtegebirge. Leží přibližně 8 kilometrů západně od hranic s Českou republikou a přibližně 2 kilometry od Selbu. Na východ od Mittelweißenbach vede dálnice A93. V obci se nachází katolický kostel Svatého kříže.Ve vsi jsou dvě zastávky autobusů a obcí projíždí několik autobusových linek.